# 洛格里扬弗洛里扬
洛格里扬弗洛里扬（法語：Logrian-Florian，法語發音：[lɔɡʁijɑ̃ flɔʁjɑ̃]）是法国加尔省的一个市镇，位于该省中西部，属于勒维冈区。

## 地理
洛格里扬弗洛里扬（43°57'21"N, 4°1'44"E）面积8.58 平方千米，位于法国奧克西塔尼大區加尔省，该省份为法国南部沿海省份，南端濒地中海，北起顺时针与阿尔代什省、沃克吕兹省、罗讷河口省、埃罗省、阿韦龙省和洛泽尔省接壤。
与洛格里扬弗洛里扬接壤的市镇（或旧市镇、城区）包括：布拉加萨尔格、卡诺勒和阿让蒂耶尔、皮埃克雷东、基萨克、圣让德克里约隆、圣纳泽尔代加尔迪耶。

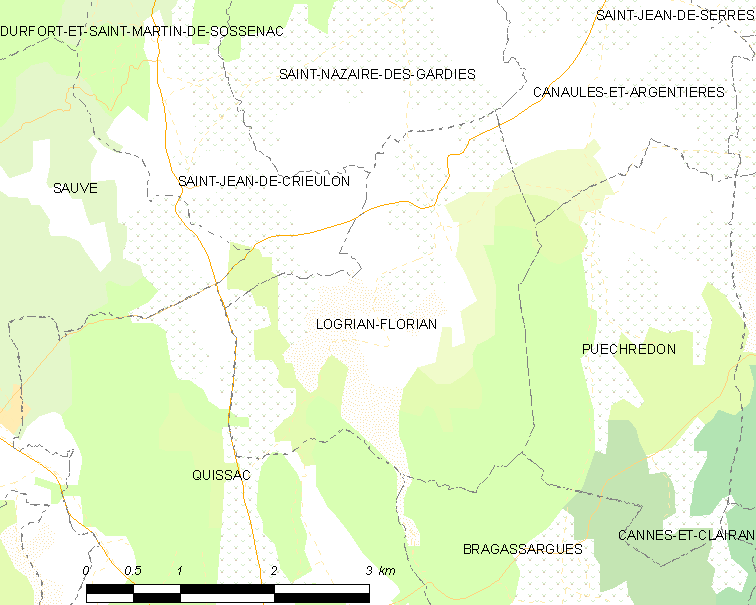
洛格里扬弗洛里扬的OSM定位图

洛格里扬弗洛里扬的时区为UTC+01:00、UTC+02:00（夏令时）。

## 行政
洛格里扬弗洛里扬的邮政编码为30610，INSEE市镇编码为30150。

## 政治
洛格里扬弗洛里扬所属的省级选区为基萨克县。

## 人口

1962-2008年间洛格里扬弗洛里扬人口变化图示

洛格里扬弗洛里扬于2022年1月1日时的人口数量为263人。